# فرودگاه البلیده
فرودگاه البلیده (به انگلیسی: Blida Airport) یک فرودگاه با کد یاتا QLD است که یک باند فرود آسفالت دارد و طول باند آن ۱۷۷۷ متر است. این فرودگاه در شهر البلیده کشور الجزایر قرار دارد و در ارتفاع ۱۶۳ متری از سطح دریا واقع شده‌است.